# Lefkádia
Lefkádia är en ort i Grekland.   Den ligger i prefekturen Nomós Imathías och regionen Mellersta Makedonien, i den norra delen av landet, 300 km norr om huvudstaden Aten. Lefkádia ligger 80 meter över havet och antalet invånare är 914.
Terrängen runt Lefkádia är varierad. Runt Lefkádia är det ganska tätbefolkat, med 104 invånare per kvadratkilometer. Närmaste större samhälle är Náousa, 5,0 km sydväst om Lefkádia. Omgivningarna runt Lefkádia är en mosaik av jordbruksmark och naturlig växtlighet.